# Blanka de Païva
Blanka de Païva (ur. 7 maja 1819 w Moskwie, zm. 21 stycznia 1884 w Świerklańcu) – jedna z najbardziej znanych XIX-wieczynych kurtyzan w Paryżu, markiza, hrabina.

## Życiorys
Urodziła się 7 maja 1819 w Moskwie jako Esther Pauline Blanche Lachmann – córka Martina Lachman i Anne Amalie z domu Klein. Rodzice jej byli Polakami o żydowskim pochodzeniu. W 1836 roku wyszła za mąż za Antoine François Hyacinthe Villoing – znajomego krawca jej ojca. W 1837 urodziła syna, który zmarł w 1867 roku.

### Ucieczka do Paryża i związek z Henri Herzem
Nie chcąc dalej pozostawać z biednym mężem uciekła od niego i osiedliła się w slumsach Paryża – w 4. dzielnicy i przybrała imię Teresa. Związała się na początku z Henri Herzem – austriackim pianistą i kompozytorem. Dzięki temu związkowi uzyskała dostęp do kręgów arystokratycznych. Z tego związku narodziła się córka Henrietta, która zmarła w wieku 12 lat i była wychowywana przez rodziców Herza. Henri Herz skomponował dla Ester kilka utworów, m.in. balladę bez słów na fortepian op. 119 nr 2. Jej paryski salon odwiedzały wpływowe osoby, m.in. Richard Wagner, Hans von Bülow, Émile de Girardin i Théophile Gautier. Prowadziła wystawny tryb życia co zrujnowało finansowo Henriego Herza, który dla podreperowania budżetu wyjechał w 1848 roku na koncerty do Stanów Zjednoczonych. Rodzina Herza, która nie tolerowała trybu życia Therese Blanche, wyrzuciła ją z rodzinnego majątku.

### Pobyt w Londynie i ponownie w Paryżu
Krótko pracowała jako modystka w Hotelu Vallin, ale po namowie przyjaciół przeprowadziła się do Londynu, gdzie w Covent Garden, miejscu spotkań artystów, udało jej się pozyskać względy lorda Edward Stanleya. Wróciła do Paryża w 1850 roku z ogromnym majątkiem i zakupiła piękną rezydencję na placu Saint Georges, która niebawem stała się miejscem spotkań paryskiej elity.

### Małżeństwo z markizem de Païva Araujo

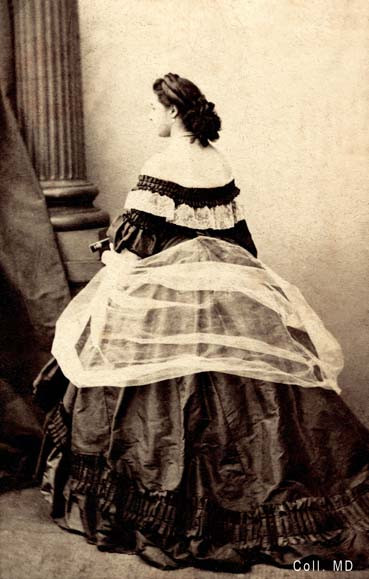
La Païva w 1860 roku sportretowana przez Marie-Alexandre Alophe

Pod koniec lat czterdziestych XIX wieku w uzdrowisku w Baden-Baden poznała portugalskiego markiza Albino Francesco de Païva-Araujo. Jej pierwszy mąż w międzyczasie zmarł na gruźlicę, więc mogła poślubić markiza. Ślub miał miejsce 5 czerwca 1851 roku w paryskim kościele Notre-Dame-de-l’Assomption de Passy. Z dnia na dzień zdobyła fortunę, tytuł i przydomek La Païva. Po krótkim pobycie w Portugalii i dwóch latach w Paryżu, markiz opuścił małżonkę i wrócił ponownie do Portugalii. Małżeństwo zostało unieważnione dopiero w 1871 roku. Kolejnym „amantem” Le Paivy był minister spraw zagranicznych w rządzie francuskim Agénor de Gramont.

### Małżeństwo z Guido Henckel von Donnersmarck
Swojego ostatniego męża poznała około 1854 roku, jednak ze względu na to, że formalnie pozostawała w związku małżeńskim dopiero 28 października 1871 roku markiza wzięła ślub z Guido Henckel von Donnersmarck. Markiz Albino de Paiva nie potrafił się z tym pogodzić i 9 listopada 1872 roku zastrzelił się w Paryżu. Guido Henckel von Donnersmarck był jednym z najbogatszych ludzi swoich czasów, właściciel wielu kopalni i hut na Górnym Śląsku.
W 1857 roku hrabia Guido zakupił dla La Païvy piękny pałac w Jouars-Pontchartrain, ponadto wybudował (1856-1866) dla niej ekskluzywny dom na Polach Elizejskich nr 25 (obecnie Hotel de la Païva). Był on dziełem francuskiego architekta i archeologa Pierre Manguin. Na pierwszym piętrze znajdowały się prywatne apartamenty markizy, m.in. luksusowa łazienka w stylu mauretańskim, wyłożona ceramiką z Delftu i agatem, w której stała wanna z posrebrzanego brązu. Dla hrabiego Guido był zarezerwowany salon wykończony czarną gruszą, z bardzo bogatą ornamentyką. Małżeństwo von Donnersmarck zostało wydalone z Francji w 1878 roku pod zarzutem szpiegostwa.

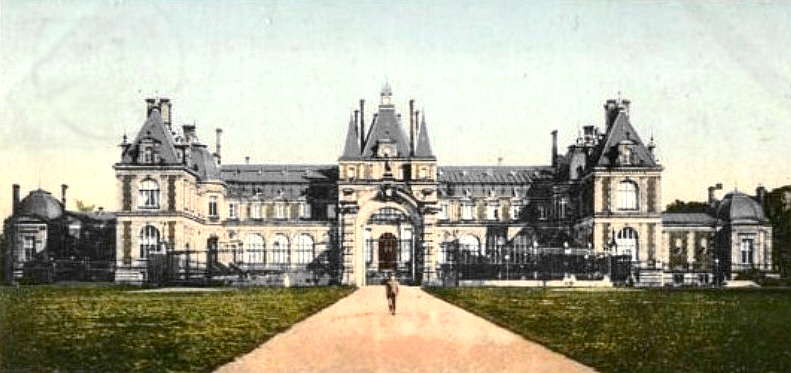
Pałac w Świerklańcu

W 1869 roku hrabia Guido Henckel von Donnersmarck rozpoczął w Świerklańcu budowę nowego pałacu, który miał wzbudzić zazdrość europejskiej arystokracji. Projekt pałacu wykonał Hector-Martin Lefuel, który był świadkiem na ślubie markizy i Guido w Paryżu. Projekt pałacu nawiązywał do paryskiego Wersalu, ale przede wszystkim do pałacu Pontchartrain pod Paryżem, którego właścicielami byli Hrabia oraz markiza La Paiva i zawierał 34 komnaty o bardzo dużej powierzchni oraz 6 luksusowych apartamentów wyposażonych w nowoczesne i ekskluzywne łazienki, nowoczesne systemy ogrzewania i wentylacji. Budowano go w latach 1869–1876.
Blanka Henckel von Donnersmarck chorowała na reumatyzm, a to z kolei spowodowało kłopoty z sercem. Zmarła na skutek wypadku w 1884 roku – podczas konnej przejażdżki szal zaplątał się w gałęzie drzew i udusił ją. Została pochowana w rodzinnym mauzoleum Donnersmarcków w Świerklańcu. Jednak zanim to nastąpiło Guido Henckel von Donnersmarck, nie mogąc pogodzić się ze śmiercią ukochanej żony, zakonserwował (podobno) jej zwłoki i umieścił w jednej z komnat.